# Dajjal
Masih ad-Dajjal (arabisk: المسيح الدّجّال, "den falske messias") er en ond skikkelse inden for islam, som vil komme tæt på dommedag. Han vil sprede død, kaos og ødelæggelse. Dajjal kan ikke komme ind i byerne Medina og Mekka, fordi to engle står og spærrer indgangen.
Dajjal vil påstå at han er Gud, men det er han ikke. Han vil lokke mennesket til helvede, og det siges at han vil vise porten til hhv. Jannah (paradis), og Jahanam (helvede), men hvad man vælger, bliver det modsatte. Allah vil give ham evner til at gøre overnaturlige ting for at sætte mennesker på prøve og se, hvem der ved bedst. Dajjal er ond, og han vil vildlede mennesker og gøre dem ondt.
Ifølge Hadith kan Dajjal kun se ud af det ene øje. Mellem hans øjne vil bogstaverne "Kaaf", "Fa" og "Raa" stå. Det betyder kafir, som betyder ikke-muslim. Dette vil alle muslimer kunne læse. Selv analfabeterne vil kunne læse det, og det betyder at enhver muslim vil kunne genkende ham. Dajjal betyder løgner.
Dajjal kan bl.a. vække døde til live, skabe guld og mad. Dette lader Allah ham gøre, fordi det er en prøve.
Allah vil retlede mennesker.
Inden Dommens Dag vil der komme 30 små dajjal, som alle vil påstå at de er profeter af Allah.
Dajjal siges også at have mange jødiske følgere fra Isfahan i Iran.

## Eksterne kilder
- Hvem er Dajjal? på haya.dk

 Denne artikel bør gennemlæses af en person med fagkendskab for at sikre den faglige korrekthed.